# Klugella
Klugella is een mosdiertjesgeslacht uit de familie van de Bugulidae en de orde Cheilostomatida

## Soorten
- Klugella buski Hastings, 1943
- Klugella echinata (Kluge, 1914)
- Klugella rufula Hayward & Winston, 2011